# Parque nacional Shahdag
El Parque nacional Shahdag (en azerí: Şahdağ Milli Parkı) es un parque nacional en Azerbaiyán, con una superficie de 130.508,1 hectáreas (1.3508,1 kilómetros cuadrados). El parque reúne los diferentes biomas de bosques a los glaciares, ubicados en las raiónes (regiones) de Quba, Qusar, İsmayıllı, Qəbələ, Oğuz y Şamaxı. Se encuentra ubicado en el norte de Azerbaiyán, cerca de la frontera con Rusia en el de las Montañas del Cáucaso. El parque nacional Shahdag es el parque nacional más grande no sólo Azerbaiyán, pero en todo el Cáucaso. 
Monte Bazardüzü, la montaña más alta de Azerbaiyán está situado en el parque nacional Shahdag.
La creación del parque nacional fue decretada el 8 de diciembre de 2006 por el decreto del Presidente de Azerbaiyán, Ilham Aliyev, en una superficie de 115.900 hectáreas (1.159 kilómetros cuadrados). El parque nacional fue ampliado por decreto presidencial el 8 de julio de 2010 de 115.900 hectáreas de 130,508.1 (1.3508,1 kilómetros cuadrados). Los gobiernos regionales tienen la misión de ubicar nuevas zonas que podrían ser integradas más adelante al parque nacional. 